# Emund el Viejo
Emund el Viejo (c. 1005 – 1060) fue rey de los suecos a partir de 1050, último monarca de la dinastía conocida como casa de Munsö. Era hijo de Olaf Skötkonung y de su amante abodrita, Edla, y hermanastro de Anund Jacobo. El nombre de El viejo se le asigna debido a que inició su reinado cuando ya contaba con unos cincuenta años de edad.
Favoreció a las misiones inglesas en Suecia en detrimento del arzobispado de Hamburgo y Bremen. Junto con el rey Svend II de Dinamarca, Emund estableció el primer tratado fronterizo formal entre Dinamarca y Suecia.
Se dice que Emund envió a su hijo Anund a Kvänland, donde este fue envenenado. Al quedarse sin descendencia, Emund fue sucedido por un noble de Västergötland llamado Stenkil.